# Federació de la Democràcia Cristiana
Federació de la Democràcia Cristiana (FDC) fou una organització política espanyola formada el 1977 per Izquierda Democrática de Joaquín Ruiz-Jiménez i Federació Popular Democràtica de José María Gil-Robles y Quiñones. Fou liderada per Manuel Hidalgo, Juan Bermúdez de Castro, Francisco Soroeta i Cristóbal García. Va formar amb Unió Democràtica del País Valencià la coalició electoral FDC-Equip de la Democràcia Cristiana per a les eleccions generals espanyoles de 1977. Després del fracàs electoral (215.000 vots i una mica més de l'1% dels vots) es va dissoldre.